# Carlo Bozotti
Carlo Bozotti (Noviglio, 1952) è un dirigente d'azienda e ingegnere italiano.
Laureato in Ingegneria Elettronica all'Università di Pavia, è stato presidente e amministratore delegato di STMicroelectronics da marzo 2005 al 31 maggio 2018. È membro unico del Consiglio di gestione e presiede il Corporate Strategic Committee della Società.